# Миллер, Келли
Келли Мари Миллер (англ. Kelly Marie Miller; родилась 6 сентября 1978 года в Рочестере, штат Миннесота, США) — американская профессиональная баскетболистка, выступавшая в женской национальной баскетбольной ассоциации. Второй номер драфта 2001 года, плюс самый прогрессирующий игрок ВНБА 2004 года. Сестра-близнец Коко Миллер, также выступавшей в женской НБА.

## Карьера

### Колледж
В 1997 году Келли Миллер и её сестра-близнец Коко Миллер поступили в Университет Джорджии, на факультет биологии. По показателям за всю карьеру в колледже, Миллер была на втором месте по очкам (2177) и результативным передачам (639), четвёртом по перехватам (379) и на десятом по подборам (711). Она стала третьим игроком университета, которому удалось набрать более 2000 очков за карьеру и третьим игроком Юго-Восточной конференции, называвшемся лучшим игроком недели три раза подряд.

### ЖНБА
В 2001 году Келли и Коко выставили свои кандидатуры на драфт, по итогам которого, Келли была выбрана под вторым общим номером, командой «Шарлотт Стинг». В своем первом сезоне набирала 4.6 очка в среднем за матч, 1.7 подбора и 1.1 передач.
Миллер провела ещё 2 сезона в «Шарлотт Стинг», а потом была обменяна в «Индиана Февер». Этот переход помог Келли стать самый прогрессирующим игроком ЖНБА 2004 года. Она выходила на паркет в стартовом составе, во всех 34-х играх.
После сезона 2005 года, она была обменяна в «Финикс Меркури», на Анну ДеФордж.
30 января 2009 года, Миллер и ЛаТоя Прингл перешли в «Миннесота Линкс», в обмен на Николь Охлд.

## Достижения
- Чемпион Евролиги: 2008, 2009, 2010
- Чемпион России: 2008
- Серебряный призёр чемпионата России: 2009, 2010, 2014
- Бронзовый призёр чемпионата России: 2013